# بروگیاس
بروگیاس (به فرانسوی: Brugheas) یک کمون در فرانسه است که در canton of Escurolles واقع شده‌است. بروگیاس ۲۶٫۸۱ کیلومتر مربع مساحت دارد ۳۵۰ متر بالاتر از سطح دریا واقع شده‌است.